# Давитељка
Давитељка је роман  Александроса Пападијамандиса.
Роман је написан на катаревуси, састоји се од 17 поглавља и објављиван је из делова у часопису Panathenaea од јануара до јуна 1903. године са поднасловом друштвеног романа. Радња се одвија у пишчевом завичају, на Скијатосу. 

## Радња
Централни лик је Франгојаница, удовица у годинама, која је живела мучан живот као дете, супруга, мајка и бака, научена да увек служи беспоговорно људима из свог окружења. Искуство ју је научило да је живот једне жене пун мука  и веровала је да рођење женског детета не доноси ништа друго до несрећу, не само детету, већ и његовој породици, нарочито ако је породица сиромашна.
Једне вечери док бди над колевком болесне новорођене унуке, пролазе јој кроз главу сви мучни тренуци живота које је проживела. Помућеног ума убија бебу гушећи је, док доктор константује природну смрт. Иако испрва осећа грижу савести, у дубини душе се не каје за своје поступке. Напротив, рађа јој се опсесивна идеја да јој је судбина одредила да спаси свет ослобађајући га од женске деце.
Следећи злочини имају за жртве три мале невине девојчице, без имало жаљења, али и без могућности да освести зло које чини. Жандари је сумњиче и одлучују да је приведу, али за злодело које није она починила. Једна девојчица удавила се у бунару, а у њеној близини нашла се Франгојаница. Иако је желела да се дете удави, она га није гурнула.  
У покушају да умакне жандарима, Франгојаница одлучује да се склони у испосницу једног аскете и да му окаје своје грехе. У тренутку када покушава да пређе уски пролаз, плима је сустиже и старица умире, на пола пута између људске и Божије правде.

## Текст
Текст је анализиран како са књижевне, тако и са криминолошке и кривичне тачке гледишта. Начин на који је писац покушао да продре у душу јунакиње сматра се јединственим, истовремено преноси читаоцу ширу околину острва, положај жене у малој средини и контраст између сиромашних сељана и виших слојева друштва.
Роман је постављен као позоришна представа, добивши низ адаптација многих грчких редитеља. Године 1974. снимљен је филм, у режији Костаса Фериса, са Маријом Алкају као протагонисткињом. Године 1993. снимљен је још један филм који је приказан на ЕРТ-у као кратка серија од три епизоде. Као опера постављен је у Националној опери 2014. године. У биоскоп је пренео Tanweer 2023. године, где Ева Натена потписује режију, а Кариофилијa Карабетис игра главну улогу Давитељке.